# جيمس أوبراين (سياسي)
جيمس أوبراين (بالإنجليزية: James O'Brien)‏ هو سياسي كندي، ولد في 3 أغسطس 1836، وتوفي في 28 مايو 1903. حزبياً، نشط في Liberal-Conservative Party ‏. وقد انتخب عضو مجلس الشيوخ الكندي.